# Темрюцька сільська рада
| Темрюцька сільська рада — колишній орган місцевого самоврядування у Нікольському районі Донецької області з адміністративним центром у с. Темрюк. Сільській раді підпорядковані населені пункти: - с. Темрюк |

## Склад ради
Рада складається з 16 депутатів та голови.

## Керівний склад сільської ради
| ПІБ                             | Основні відомості                                                         | Дата обрання | Дата звільнення |
| ------------------------------- | ------------------------------------------------------------------------- | ------------ | --------------- |
| Федоровський Станіслав Карпович | Сільський голова, 1942 року народження, освіта, безпартійний              | 26.03.2006   | 31.10.2010      |
| Жуков Олександр Андрійович      | Сільський голова, 1967 року народження, освіта вища, член Партії регіонів | 31.10.2010   |                 |

Примітка: таблиця складена за даними джерела